# Il Nuovo Corriere
Il Nuovo Corriere è stato un quotidiano italiano, con sede a Firenze, pubblicato tra il 1945 e il 1956.
Nacque sulle ceneri del Corriere di Firenze, giornale gestito dagli Alleati durante la seconda guerra mondiale. Puntò ad essere un riferimento per la sinistra italiana, dai comunisti ai socialisti fino al Partito d'Azione.
Dall'11 settembre 1948 alla chiusura fu diretto da Romano Bilenchi. Nel 1949 entrò nella redazione Wanda Lattes.
Tra i vari collaboratori ebbe Giorgio la Pira, Giovanni Papini e Giuseppe Ungaretti.

## Direttori
- Romano Bilenchi, 11 settembre 1948 - 7 agosto 1956